# Marcos Freitas
Marcos Freitas (ur. 8 kwietnia 1988 w Funchal) – portugalski tenisista stołowy, olimpijczyk z Pekinu (2008), Londynu (2012) oraz Rio de Janeiro (2016), medalista mistrzostw Europy. Trenować w tenisa stołowego zaczął w wieku 7 lat.

## Sukcesy
Na podstawie.
- 2019 – srebrny medal Mistrzostw Europy (drużynowo)
- 2017 – srebrny medal Mistrzostw Europy (drużynowo)
- 2015 – srebrny medal Mistrzostw Europy (gra pojedyncza)
- 2014 – złoty medal Mistrzostw Europy (drużynowo)
- 2011 – złoty medal Mistrzostw Europy (gra podwójna)
- 2011 – brązowy medal Mistrzostw Europy (drużynowo)
- 2008 – brązowy medal Mistrzostw Europy (gra podwójna)